# 第205步兵師 (德國國防軍)
第205步兵師（德語：205. Infanterie-Division）是納粹德國國防軍陸軍的一個步兵師。該師於1939年8月組建。
該師組建時，稱為第14國土防衛師（德語：14. Landwehr-Division），1940年1月改編為第205步兵師。
1941年6月，該師參與巴巴羅薩行動。此後該師一直在東線作戰。
該師最後於1945年5月在庫爾蘭口袋被圍投降。

## 註腳
1. ↑  Mitcham（2007年）